# Kuzinellus ecclesiasticus
Kuzinellus ecclesiasticus är en spindeldjursart som först beskrevs av De Leon 1958.  Kuzinellus ecclesiasticus ingår i släktet Kuzinellus och familjen Phytoseiidae. Inga underarter finns listade i Catalogue of Life.